# Dialetti calabresi centrali
I dialetti calabresi centrali sono un sottogruppo dialettale appartenente al gruppo dei dialetti italiani meridionali estremi secondo la classificazione elaborata da Giovan Battista Pellegrini.

## Localizzazione
Il calabrese centrale viene parlato nel centro della Calabria. L'area corrisponde a tutta la provincia di Catanzaro, alla provincia di Vibo Valentia, a gran parte del Crotonese e alla zona meridionale della provincia di Cosenza, nonché alle estreme propaggini settentrionali della città metropolitana di Reggio Calabria. Al suo interno si riconoscono circa sei o sette dialetti locali diversi per dimensione diatopica, sui quali, cioè, ha influito notevolmente la geografia della regione. Tra le varianti principali (peraltro molto diverse fra loro) si cita il dialetto catanzarese.